# Хайнц, Йозеф (младший)
Йозеф Хайнц Младший (нем. Joseph Heintz der Jungere, итал. Joseph Heintz il Giovane; около 1600, Аугсбург — после 1678, Венеция) — швейцарский живописец. Один из предшественников венецианских ведутистов XVIII века. Родился в Баварии в семье выходцев из Швейцарии, большая часть его творчества приходится на период, который он провёл в Венеции. Известность в Италии получил благодаря картинам, наполненным фантастическими образами, мифологическими существами и призраками, подобно тем, которые использовал в своём творчестве Иероним Босх. Хайнц Младший также писал картины, связанные с библейскими сюжетами, натюрморты и пейзажи с видами Венеции.

## Биография
Йозеф Хайнц Младший был сыном швейцарского живописца и гравёра Йозефа Хайнца Старшего (1564—1609), ученика немецкого художника Ганса Бока (1550—1624). Он рано остался сиротой, пора его ученичества и становление как художника происходили под руководством отчима, Маттеуса Гунделаха (Matthäus Gundelach), в художественной мастерской Аугсбурга между 1617 и 1621 годами.
После того, как художник принял римско-католическую веру, он стал влиятельным мастером. С 1630 года до начала 1640 годов, Хайнц пробыл в Риме, затем переехал в Венецию, где около 1644 года папа Урбан VIII посвятил его в кавалеры Ордена Золотой шпоры.
.

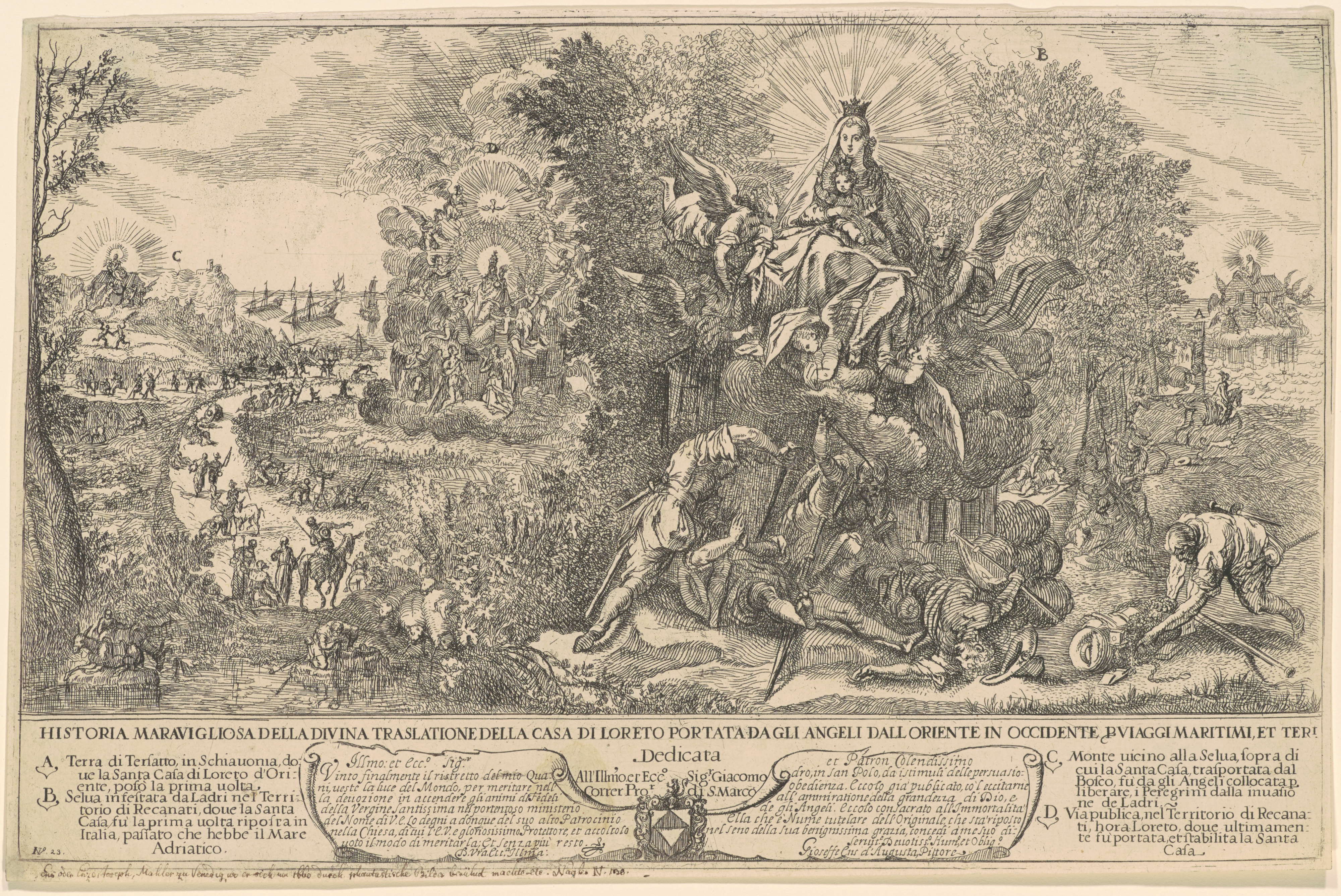
Перемещение Святого Дома в Лорето. Ок. 1650. Офорт. Национальная галерея искусства, Вашингтон

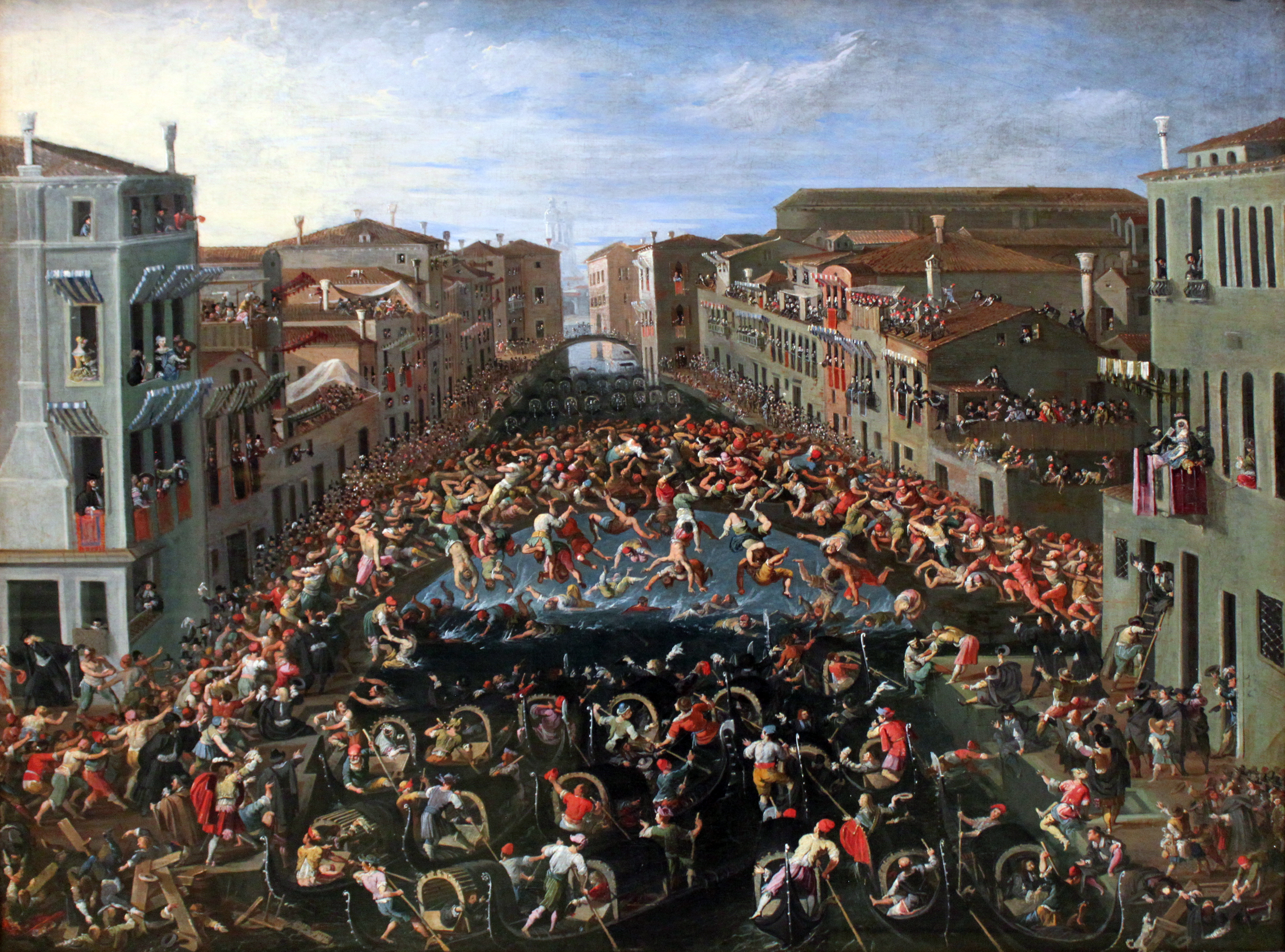
Ежегодное состязание между жителями восточной и западной сестиере на мосту Понте-деи-Пуньи (Мост кулаков) в Венеции. 1673. Холст, масло. Германский национальный музей, Нюрнберг

В 1632 году Хайнц Младший ещё находился в Венеции, об этом говорит его очередная работа — алтарь церкви Сан-Фантино. В период с 1634 по 1639 Йозеф Хайнц состоял членом Венецианского братства живописцев (La fraglia dei pittori di Venezia) — так в Венеции называли профессиональные объединения (гильдии).

## Творчество
Помимо опыта, полученного в мастерской своего отчима, Йозеф Хайнц Младший до того, как перебраться в Италию, какое-то время работал в мастерской с Иоганном Маттиасом Кагером (1566—1634), известным немецким живописцем, учеником Иоганна Роттенхаммера (1564—1625). В этот период молодой художник создавал картины, принесшие ему известность и прозвание «итальянского Босха». Он писал в популярном в XVII—XVIII веках жанре каприччио («причуд»). Его вдохновляли произведения таких мастеров, как Босх, Питер Брейгель Старший и Жак Калло, с работами которых он был знаком по гравюрам в мастерской отца. Мистерии и аллегории с образами потусторонних сил и мифических героев «пробуждали его интерес к тайнам мироздания».
К этому же ряду относятся такие картины, как «Аллегория Апокалипсиса» (1674, Музей истории искусств, Вена), «Орфей в аду» (Галерея Уффици, Флоренция) и некоторые другие.
Он написал множество произведений на религиозные сюжеты для венецианских церквей, но основное значение его творчества состоит в отображении государственных церемоний, а также бытовых зарисовок из жизни венецианской аристократии (Игорный дом «Il Ridotto» (Казино Il Ridotto). Холст, масло. Аукцион Hampel, Мюнхен, 2015 г.). На картинах этого периода, как правило, изображено большое число фигур, участвующих в повседневной жизни Венеции. В этом он был предшественником Луки Карлевариса и Джованни Антонио, известного под именем Каналетто. Он пользовался значительным успехом в Венеции, сочетая в своём искусстве брейгелевское воображение с идеями таких мастеров, как Сальватор Роза.
Йозефу Хайнцу Младшему приписывается картина «Христос в Лимбе», находящаяся в Музее истории искусств в Вене, Австрия.
Канонами католической церкви было установлено, что некрещённых детей хоронили за пределами церковного кладбища, поскольку их души отправляются в лимб (место между раем и адом). Картина Хайнца изображает Христа, спасающего души таких детей. Картина была продана на аукционе Sotheby’s в Лондоне в июле 1994 года.
С 1648 по 1649 годы художник написал «Вход патриарха Корнера в Сан-Пьетро-ди-Кастелло», «Охота на быков на площади Сан-Поло» и фреску в Барке (Музей Коррер в Венеции).
Помимо аллегорических и церковных сюжетов Йозеф Хайнц писал натюрморты с провизией по примеру таких художников, как Лукас ван Фалькенборха (Франкфурт-на-Майне, Германия), Иеремия ван Винге (1578—1645, Франкфурт-на-Майне, Германия), Винченцо Кампи (Кремон, Италия), а также картины бытового жанра в основном, с изображениями рыночных и «кухонных» сцен.
Одна из его картин («Состязание на мосту Кулаков в Венеции», 1673), изображающая популярную забаву в Венеции — «battagliole sui ponti» (шуточная битва на мосту между жителями разных районов (сестиери) города), находится в Германском национальном музее в Нюрнберге.
Художника заинтересовала эта тема, поскольку на столь занятное зрелище Сенат Венеции приглашал почётных гостей и дипломатов, в 1493 году баталия была показана герцогу и герцогине Медичи. В 1574 году драка на мосту была организована для французского короля Генриха III, на которую созвали шестисот венецианских мастеров кулачного боя.
К картинам на тему венецианских торжеств относится «Пьяцетта с Воло делла Коломбина» («Полёт голубки») (Аукцион Bonhams, Лондон, 2006). Карнавал накануне Великого поста имеет давнюю традицию и отмечается в Италии с середины XVI века, когда акробат перешёл по натянутому канату через площадь Сан-Марко от колокольни до ложи влиятельного дожа, чтобы приветствовать его на глазах у изумлённой публики. Карнавал после непродолжительного перерыва празднуется до сих пор, поскольку привлекает многих туристов.
Картины Хайнца Младшего с рыбными натюрмортами продолжают традиции маньеризма позднего периода. Они показывают, что художник был знаком с примерами этого жанра, например, работами его современника Джованни Баттиста Рекко (1615—1660) из Неаполя.

## Наследие
Картины Йозефа Хайнца Младшего продавались в разных аукционных галереях, в том числе, на Sotheby’s и Christie’s, они находятся в частных коллекциях и собраниях крупных музеев разных стран, таких как Музей изящных искусств, Спрингфилд, штат Массачусетс, США; Городская художественная галерея, Саутгемптон, Англия; дворец Галерея Паллавичини, Рим; ГМИИ им. А. С. Пушкина, Москва и других.

## Галерея

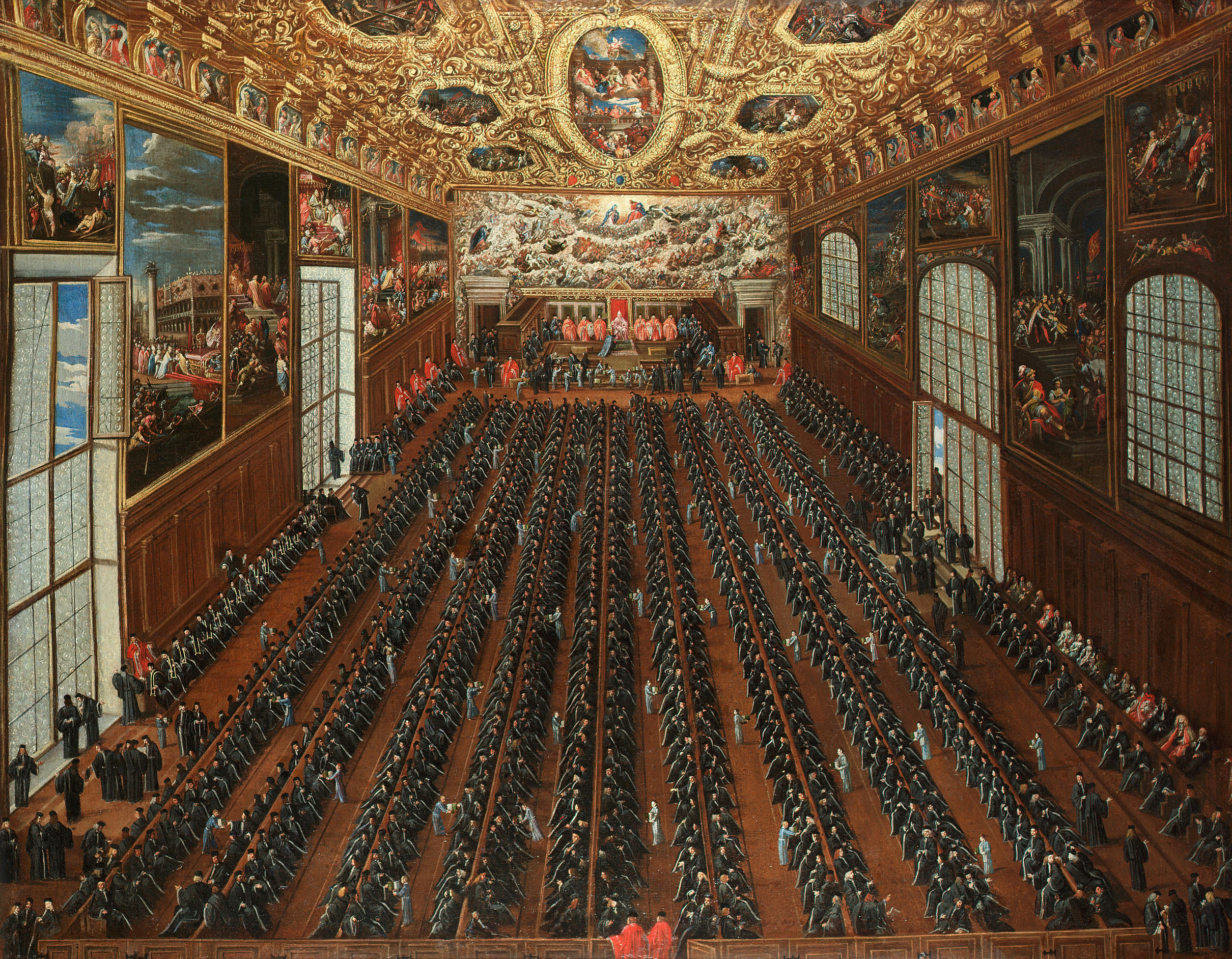
Вид зала Большого Совета Дворца дожей в Венеции во время голосования по выборам нового Совета. Между 1648 и 1650. Холст, масло. Частное собрание
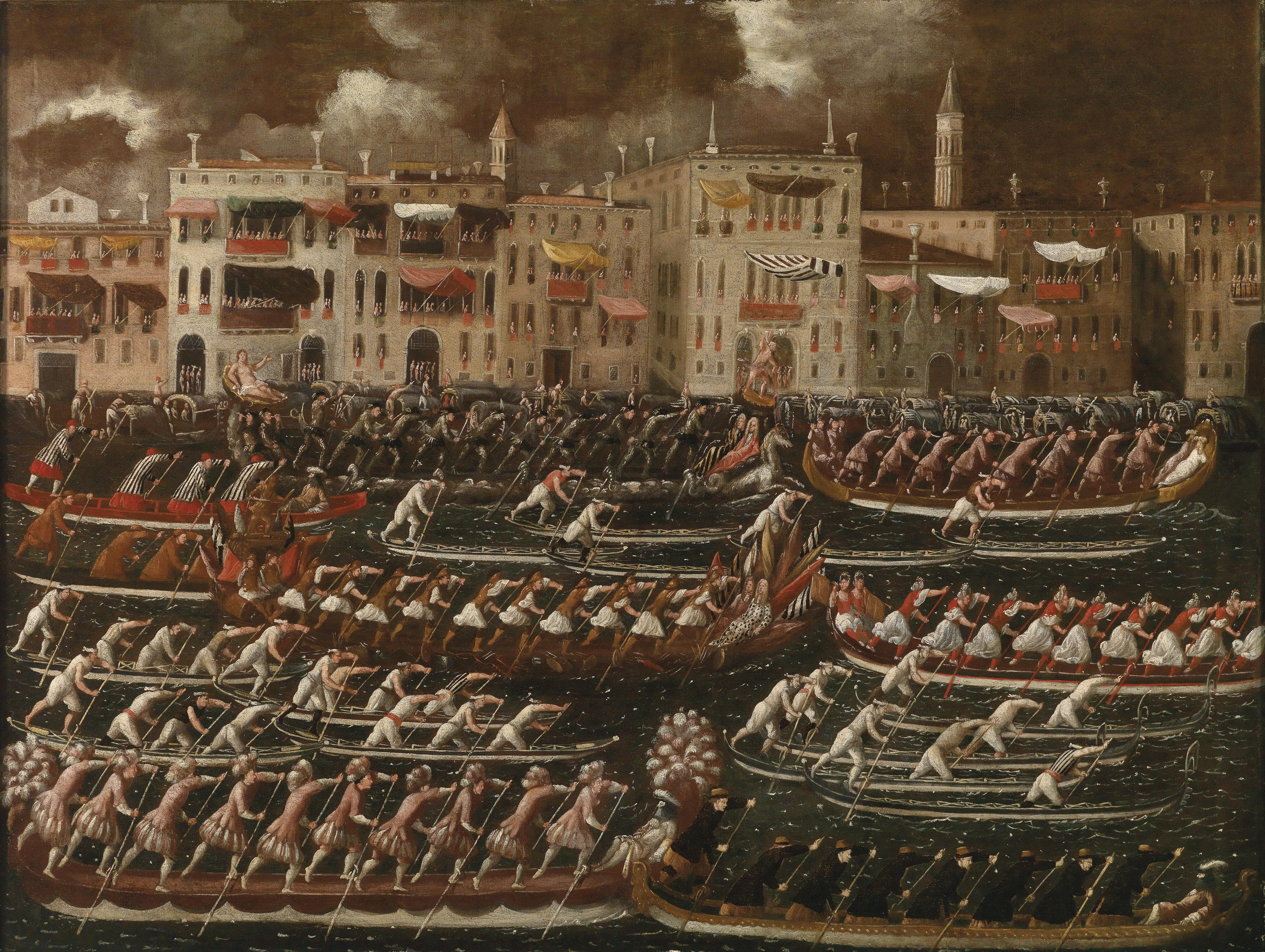
Регата на Большом канале. Ок. 1678. Холст, масло. Частное собрание
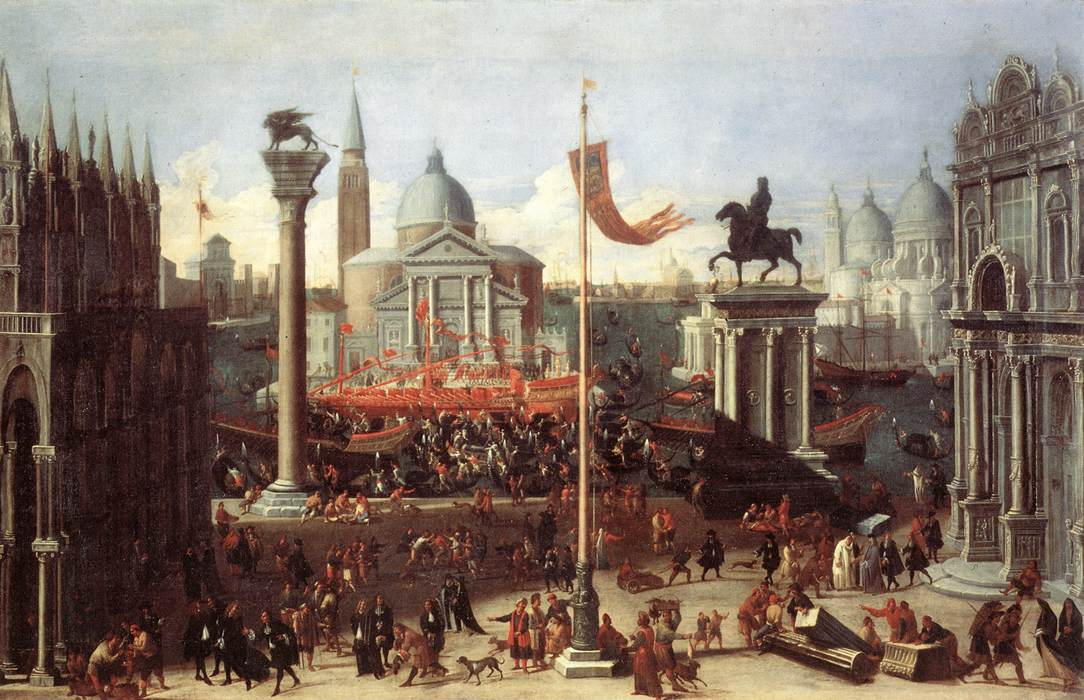
Воображаемая сцена с венецианскими зданиями. Между 1670 и 1675. Холст, масло. Палаццо Альбрицци, Венеция
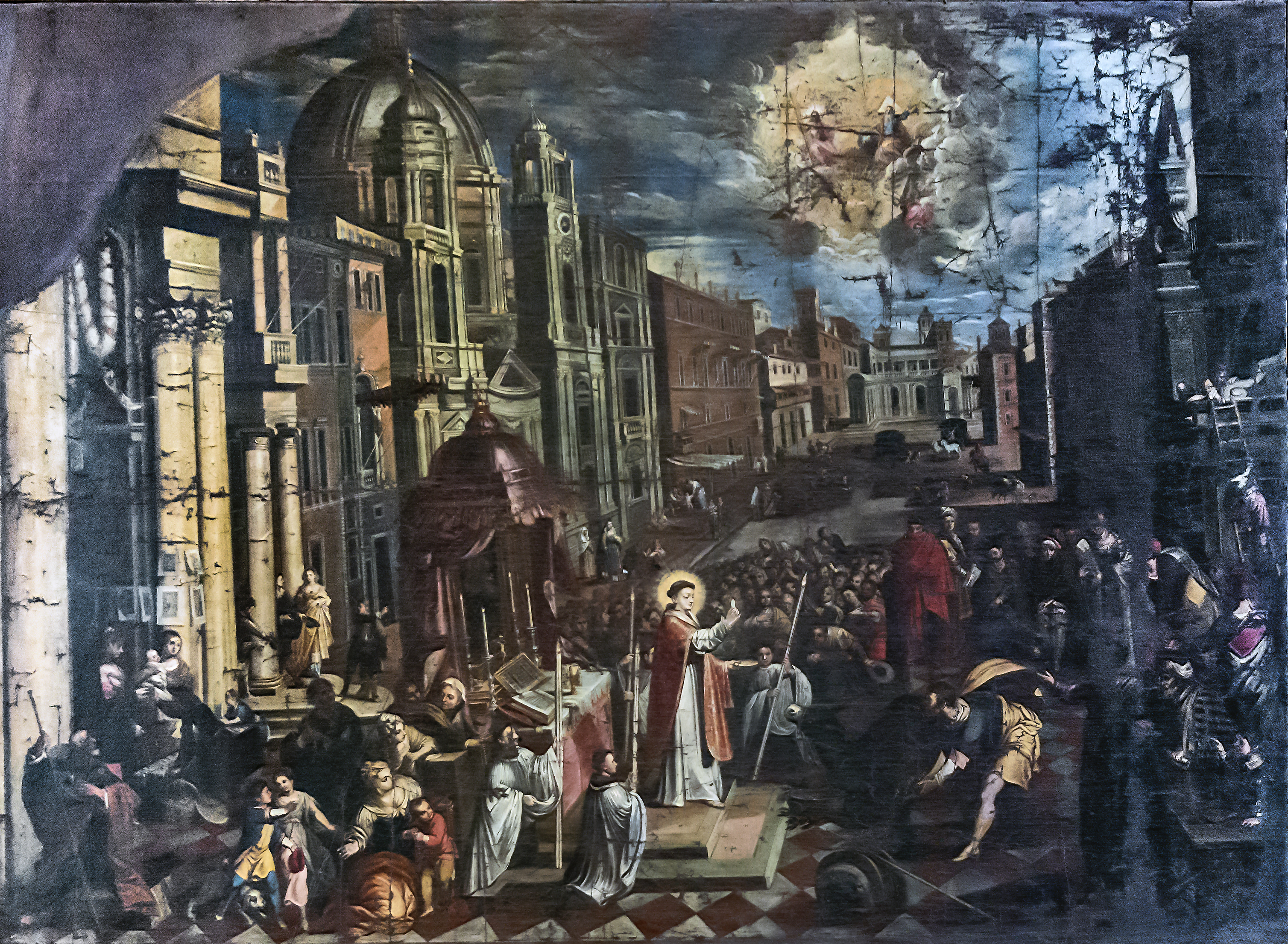
Чудо Святого Антония Падуанского с мулом. Фреска. Церковь Санти Джованни и Паоло. Капелла папы Пия V, Венеция
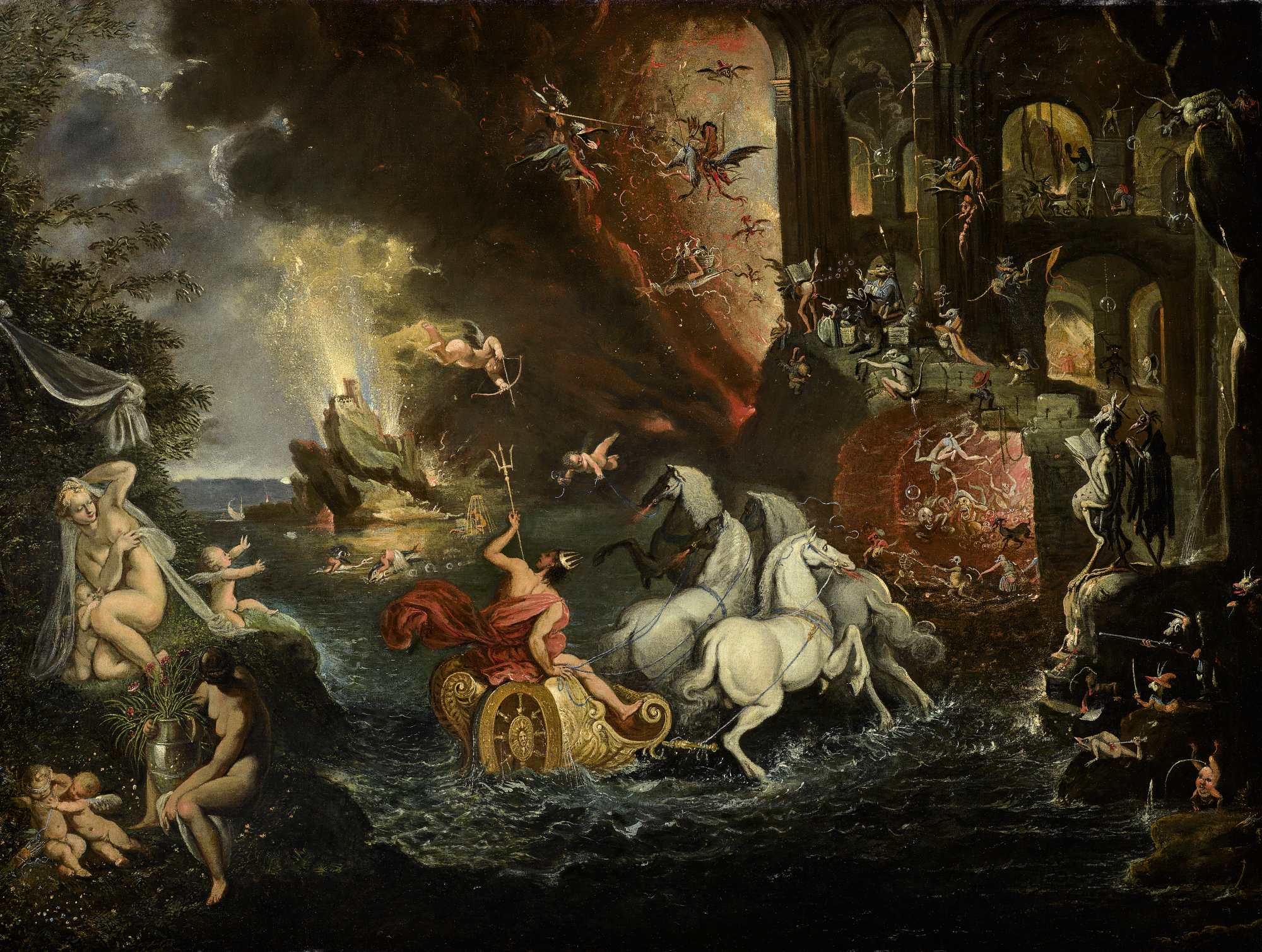
Плутон и Прозерпина. Холст, масло. Частное собрание
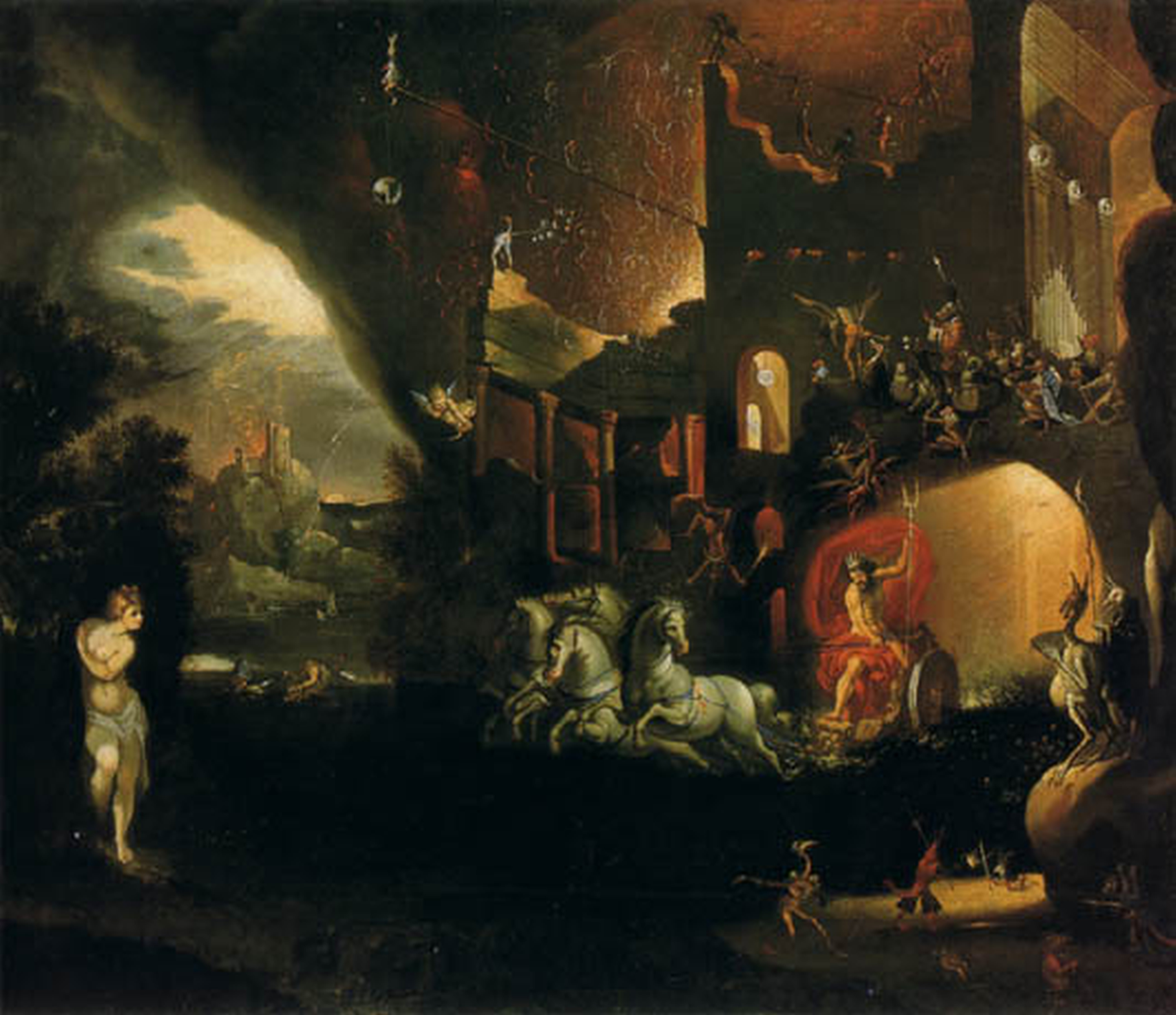
Прибытие Аида в Тартар. Ок. 1640. Холст, масло. Городской музей, Мариански Лазни, Чехия
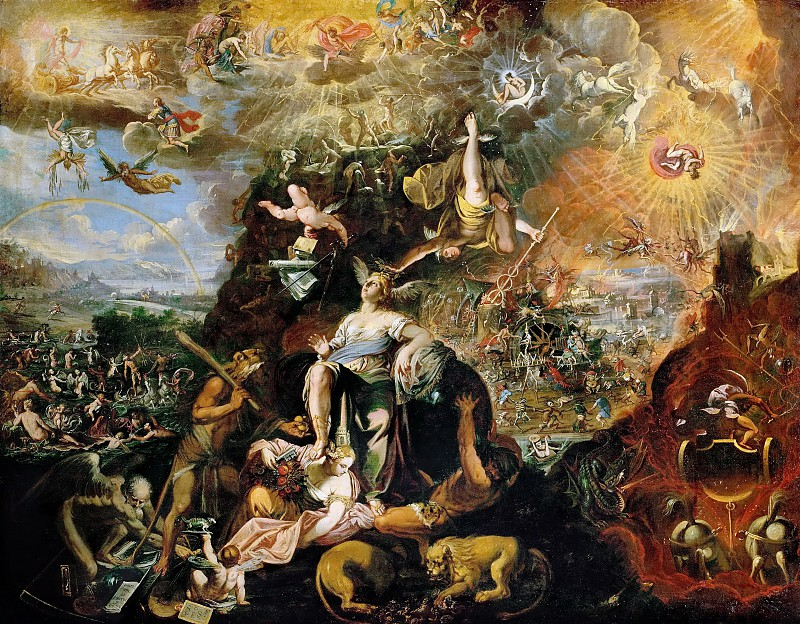
Аллегория. 1674. Холст, масло. Музей истории искусств, Вена
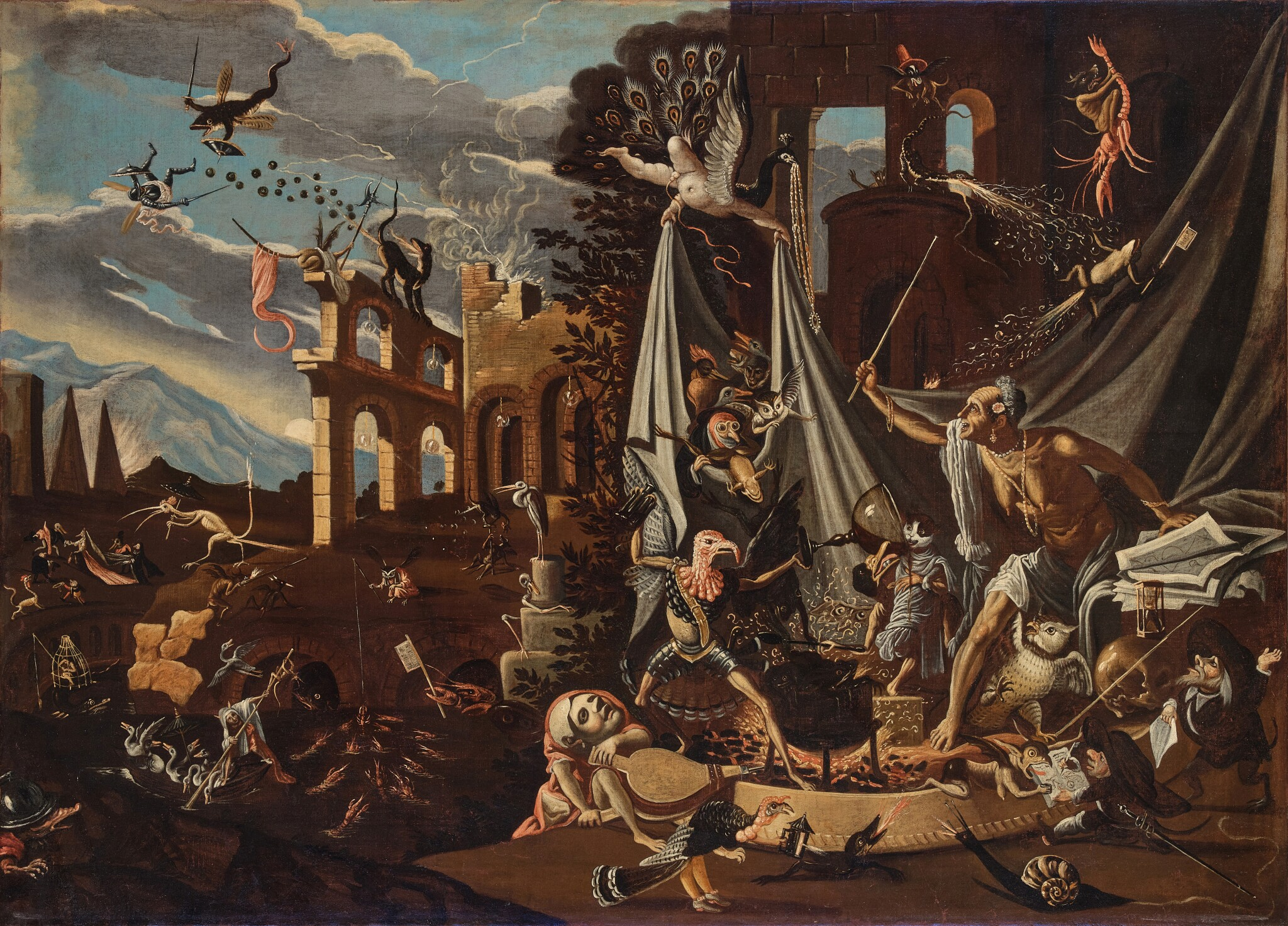
Шабаш ведьм. Холст, масло. Частное собрание
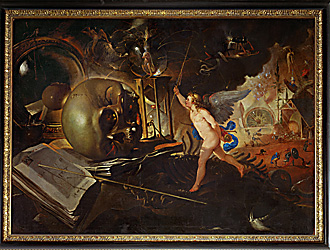
Ванитас (Бренность). Пинакотека Брера, Милан